# Nova Vîsun, Kazanka
Nova Vîsun (în ucraineană Нова Висунь) este un sat în comuna Dmîtro-Bilivka din raionul Kazanka, regiunea Mîkolaiiv, Ucraina.

## Demografie
Componența lingvistică a localității Nova Vîsun
     Ucraineană (95,6%)
     Rusă (3,3%)
     Belarusă (1,1%)
Conform recensământului din 2001, majoritatea populației localității Nova Vîsun era vorbitoare de ucraineană (95,6%), existând în minoritate și vorbitori de rusă (3,3%) și belarusă (1,1%).